# Акопян, Вардан Саргисович
Акопян Вардан (Славик) Саргисович (21 мая 1948, Арпагедик, Гадрутский район — 28 февраля 2023, Ханкенди) — советский и армянский поэт, драматург, доктор филологических наук (1998), профессор. Заслуженный деятель культуры Республики Армения (2005). Автор гимна непризнанной Нагорно-Карабахской Республики (НКР).

## Биография
Родился в 1948 году в селе Арпагядик Гадрусткого района НКАО, а имя Вардан дал ему Ованес Шираз. В 1969 году он окончил Бакинский педагогический институт.
С 1969 по 1983 работал в ежедневнике «Советский Карабах» в Степанакерте, а с 1976 по 1983 год его повысили до заместителя главного редактора. С 1982 года член Союза писателей Армении. В 1983—1991 годах являлся ответственным секретарём Нагорно-Карабахского областного отделения Союза писателей. В 1991 году стал председателем Союза писателей новообразованной Нагорно-Карабахской Республики, одновременно — главным редактором официальной газеты союза писателей «Да будет свет».
Степанакертский армянский драматический театр имени Ваграма Папазяна и государственные театры Армении и народные театры Армении поставили пьесы Акопяна: «Зеркала» (1979), «Твоя любовь это твой дом» (1981), «Я отказываюсь от себя», «Арцахская баллада».
В лирических произведениях Акопяна («Мелодии», 1969, «Шантахарский дуб», 1974, «Угасает свет», 1975, «Незабываемое-необъяснимое», 1981, «Глазами завтрашнего дня», 1987, «Арцахский дым», 1989, « Колокола Амараса», 1989 и другие сборники) главная тема — мысли современного человека, чувства тоски, любви.
Акопян основал и редактировал выходящие два раза в месяц сатирические журналы «Арцах» (1989) и «Пелл-Пуги» (1991). Автор государственного гимна НКР.
Работы опубликованы на русском, украинском, грузинском, английском и других языках.

## Награды
- Орден НКР «Месроп Маштоц»
- Медаль «Вачаган Барепашт».
- Медаль «Материнская благодарность героям Арцаха».
- Медаль «Фритьофа Нансена»
- Медаль «Гарегин Нжде»
- Медаль «М. Шолохова»
- Золотая медаль Министерства культуры РА
- Заслуженный деятель культуры РА, звание, 2005 г.
- Премия АВП «Литературная газета»
- Премия Аветика Исаакаяна
- Премия Президента РА
- Всеармянская премия «Ваагн»